# Chop Suey!
«Chop Suey!» es una canción de la banda System of a Down, lanzada el 13 de agosto de 2001, como el primer sencillo de su segundo álbum de estudio Toxicity, y con él, el grupo obtuvo su primera nominación a los Grammy a la mejor interpretación de metal, y recibió la certificación del disco de oro en los Estados Unidos y en Australia. Fue elegida como «mejor canción de heavy metal del siglo XXI» por la revista Metal Hammer.
La canción fue incluida en la lista de las «500 mejores canciones desde que naciste» por la revista Blender ocupando el puesto número 416, así como en el top 50 de las mejores canciones de metal de la revista Rolling Stone (Rolling Stone México, no. 76, febrero de 2009), también tiene el puesto número 66 de las 100 mejores canciones del siglo XXI también de la revista Rolling Stone. Además, encabeza la lista Top 21st Century Hard Rock Songs del medio Loudwire.
En abril de 2023, la canción logró las mil millones de reproducciones en Spotify.

## Nombre de la canción
El título de la canción era originalmente «Suicide», aunque los miembros anunciaron que el cambio de nombre no se debió a alguna solicitud de su compañía discográfica. Las palabras we're rolling suicide pueden ser escuchadas por algunos segundos al inicio de la canción. El álbum Toxicity fue número uno en puestos de ventas durante la semana de los atentados del 11 de septiembre de 2001.

## Letra
En una entrevista, Malakian explicó que: «la canción trata de cómo se nos considera de manera diferente según la forma en cómo morimos. Todos merecen morir. Si yo ahora muriera por el abuso de drogas, podrían decir que me lo merecía porque abusé de peligrosas drogas».
En la canción, la línea «Father, into your hands I commend my spirit/Father, into your hands/Why have you forsaken me?», fue elegida al azar por Serj Tankian, de una colección de libros de Rick Rubin, después de que Tankian estuviera tratando de encontrar ideas para terminar de escribir la canción. Aunque no se reveló de qué libro se tomó la línea, es originalmente de la Biblia y aparece en Lucas 23:46.

## Videoclip
El videoclip, dirigido por Marcos Siega, fue grabado en el estacionamiento del motel Oak Tree Inn de Los Ángeles, en donde los integrantes de la banda, que está en el escenario, se encuentra rodeado por 1000 fanáticos, aproximadamente. Una de las escenas muestra brevemente a Tankian comiendo chop suey con algunos de los fanáticos, en referencia al título de la canción.
El 26 de noviembre de 2020, logró llegar a las 1000 millones de visualizaciones en la plataforma de YouTube.

## Versiones y parodias
La banda Tenacious D realizó una versión de la canción. "Weird Al" Yankovic, Richard Cheese y la banda filipina Parokya ni Edgar han hecho parodias de la canción. La banda británica Enter Shikari también realizó una versión de la canción en 2015.
A finales de 2016, el cantante peruano Tongo publicó una parodia/versión en cumbia-rock, con un inglés deliberadamente mal pronunciado (tonglish). Su parodia se convirtió en un fenómeno de internet y a la vez en su tema más popular, con ello consiguiendo notoriedad en medios internacionales.
Richard Cheese grabó una versión para su disco Tuxicity y también aparece en su disco en vivo Bakin' At The Boulder.[cita requerida]
Eartheater incluyó una versión de Chop Suey! en su disco Powders.[cita requerida]

## Apariciones en videojuegos
- Aparece en los videojuegos Rock Band 2 , Rock Band Unplugged y Guitar Hero Live.[cita requerida]
- Aparece en el tráiler oficial del videojuego Mortal Kombat X de 2015.[19][20]

## Lista de canciones

### Chop Suey! (Tour Australiano EP)
| N.º | Título        | Letras            | Música                      | Duración |  |
| 1.  | «Chop Suey!»  | Tankian, Malakian | Malakian                    | 3:30     |  |
| 2.  | «Johnny»      | Tankian           | Tankian                     | 2:07     |  |
| 3.  | «Know» (Live) | Tankian           | Odadjian, Malakian, Tankian | 3:04     |  |

### Chop Suey! (Importación a Reino Unido)

#### UK CD1
| N.º | Título        | Letras            | Música                      | Duración |  |
| 1.  | «Chop Suey!»  | Tankian, Malakian | Malakian                    | 3:30     |  |
| 2.  | «Johnny»      | Tankian           | Tankian                     | 2:08     |  |
| 3.  | «Know» (Live) | Tankian           | Odadjian, Malakian, Tankian | 2:55     |  |

#### UK CD2
| N.º | Título               | Letras            | Música             | Duración |  |
| 1.  | «Chop Suey!»         | Tankian, Malakian | Malakian           | 3:31     |  |
| 2.  | «Sugar» (Live)       | Tankian           | Odadjian, Malakian | 2:27     |  |
| 3.  | «War?» (Live)        | Tankian           | Malakian           | 2:47     |  |
| 4.  | «Chop Suey!» (Video) | Tankian, Malakian | Malakian           | 3:27     |  |

### Chop Suey! (Sencillo 7")
| N.º | Título       | Letras            | Música   | Duración |  |
| 1.  | «Chop Suey!» | Tankian, Malakian | Malakian | 3:30     |  |
| 2.  | «Johnny»     | Tankian           | Tankian  | 2:08     |  |

## Posicionamiento en listas y certificaciones
| Lista (2001–02)                         | Mejor posición |
| --------------------------------------- | -------------- |
| Australia (ARIA)                        | 14             |
| Bélgica (Flandes) (Ultratop 50)         | 18             |
| Canadá (Canadian Singles Chart)         | 21             |
| Estados Unidos (Billboard Hot 100)      | 76             |
| Estados Unidos (Modern Rock Tracks)     | 7              |
| Estados Unidos (Mainstream Rock Tracks) | 12             |
| Irlanda (IRMA)                          | 46             |
| Países Bajos (Dutch Top 40)             | 22             |
| Reino Unido (UK Singles Chart)          | 17             |

| País           | Organismo certificador | Certificación | Ventas  | Ref.  |
| -------------- | ---------------------- | ------------- | ------- | ----- |
| Australia      | ARIA                   | Disco de Oro  | 35 000  | [ 3 ] |
| Estados Unidos | RIAA                   | Disco de Oro  | 500 000 | [ 2 ] |